# Torckler Rocks
Die Torckler Rocks sind drei kleine Inseln vor der Ingrid-Christensen-Küste des ostantarktischen Prinzessin-Elisabeth-Lands. Sie liegen an der Nordseite der Einfahrt zur Heidemann Bay in den Vestfoldbergen.
Norwegische Kartografen kartierten ihn anhand von Luftaufnahmen, die bei der Lars-Christensen-Expedition 1936/37 entstanden. Eine erneute Kartierung erfolgte anhand von Luftaufnahmen der Australian National Antarctic Research Expeditions. Namensgeber ist Raymond M. Torckler, Funker auf der Davis-Station im Jahr 1959.